# Oberbrügge
Oberbrügge ist mit gut 1000 Einwohnern der größte Ortsteil der westfälischen Stadt Halver im Märkischen Kreis.
Der Ort liegt im Tal der Volme direkt an der Grenze zu den Nachbarstädten Lüdenscheid und Kierspe auf einer Höhe von etwa 290 Metern.

## Geschichte

### Eingemeindung
Oberbrügge wurde 1969 in die Stadt Halver eingegliedert.

## Infrastruktur

### Bildung
Die Stadt Halver unterhält in Oberbrügge die Grundschule Oberbrügge.

### Einzelhandel
In Oberbrügge hatten sich ein Discountmarkt sowie mehrere kleinere Geschäfte niedergelassen. Der Discounter schloss zum 31. Januar 2016.

### Religion
In Oberbrügge gibt es eine evangelische Kirchengemeinde und die katholische Gemeinde St. Georg.

## Verkehrsanbindung

### Bahnverkehr

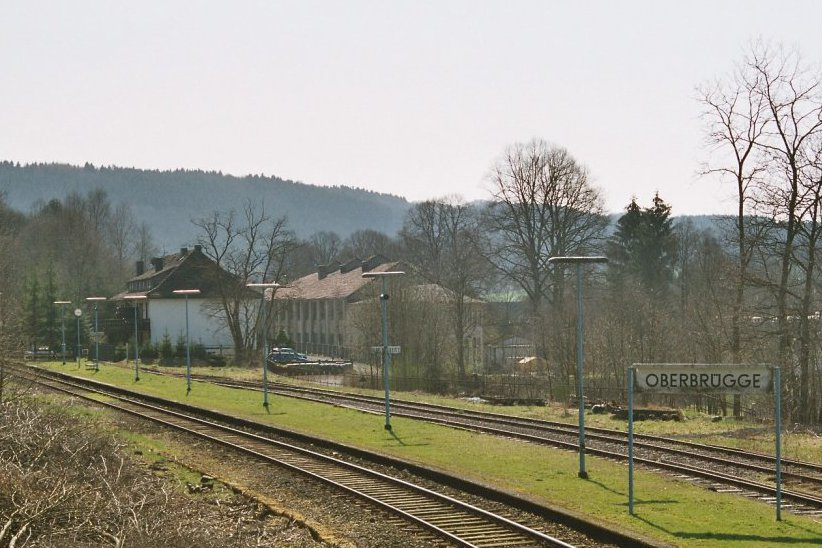
Das Bahnhofsgelände vor dem Umbau

Oberbrügge besitzt einen Haltepunkt an der reaktivierten Volmetalbahn. Nächster Nachbar-Bahnhof ist der Bahnhof Lüdenscheid-Brügge, von wo aus es nach Hagen und nach Lüdenscheid geht. Dieser ist per Auto oder Bus in wenigen Fahrminuten gut erreichbar.
| Linie | Verlauf / Anmerkungen | Takt (Mo–Sa) |
| ----- | --- | ------------ |
| RB 25 | Oberbergische Bahn: Köln Hansaring – Köln Hbf – Köln Messe/Deutz – Köln Trimbornstraße – Köln Frankfurter Straße – Rösrath-Stümpen – Rösrath – Hoffnungsthal – Lohmar-Honrath – Overath – Engelskirchen – Ründeroth – Gummersbach-Dieringhausen – Gummersbach – Marienheide – Meinerzhagen – Kierspe – Halver-Oberbrügge – Lüdenscheid-Brügge – Lüdenscheid Stand: Fahrplanwechsel Dezember 2023 | 60 min       |

Der Ort besaß einen Trennungsbahnhof an der Volmetalbahn, von der die stillgelegte Wuppertalbahn abzweigt.
Die Volmetalbahn wurde in den Jahren 1891/1892 in Betrieb genommen. Der Personenverkehr auf dem Abschnitt Lüdenscheid-Brügge – Marienheide wurde im Mai 1986 eingestellt. In geringem Umfang blieb allerdings noch Güterverkehr von Strecke aus Krummenerl Richtung Hagen. Die Wiederaufnahme des Personenverkehrs erfolgte im Dezember 2017. Allerdings hielten die Regionalbahnen erst seit Dezember 2019 wieder in Oberbrügge. Die Deutsche Bahn AG errichtete dafür einen neuen Bahnsteig. Die Stadt Halver gestaltete mithilfe von Fördermitteln das Bahnhofsumfeld neu und schuf Kfz- und Fahrradstellplätze.
Von Oberbrügge über Halver und Radevormwald nach Remscheid-Lennep bzw. Wuppertal-Oberbarmen führte die Wuppertalbahn. Der Abschnitt von Oberbrügge bis Halver wurde 1910 eröffnet, 1995 wurde der Betrieb eingestellt. Eine aus Unternehmen gegründete GmbH versuchte, diese Strecke durch ein sogenanntes Schienentaxi wieder zu reaktivieren und selbstverladenden Güterverkehr einzuführen. Seit Juni 2015 verkehren Fahrraddraisinen auf der Schleifkottenbahn.

### Busverkehr
Die Anbindung des Stadtteils an den Öffentlichen Personennahverkehr erfolgt durch die Buslinien 58, 91 und 134 der Märkischen Verkehrsgesellschaft (MVG) und der Busverkehr Ruhr-Sieg (BRS), die eine Tochtergesellschaft der Deutschen Bahn (DB) ist.
Wichtige Bushaltestellen in dem Stadtteil sind: „Ehringhausen“, „Dorfschänke“, „St. Georg“, „Oberbrügge Post“, „Oberbrügge“ und „Oberbrügge Schule“.

### Straßenverkehr
Die Anbindung an das Bundesautobahnnetz erfolgt über die nahe gelegenen Abfahrten Nr. 13 Lüdenscheid-Nord und Abfahrt Nr. 14 Lüdenscheid der Bundesautobahn 45. Diese führt Richtung Norden nach Hagen und Dortmund sowie in Richtung Süden nach Siegen, Wetzlar, Gießen und Frankfurt am Main. Eine Alternativanschlussstelle ist die Abfahrt Nr. 15 Lüdenscheid-Süd der A 45.
Durch Oberbrügge selbst verläuft die B 54 durch das Tal der Volme von Hagen nach Meinerzhagen (und weiter nach Siegen). Auch die B 229 ist in der Nähe von Oberbrügge und innerhalb weniger Fahrminuten gut erreichbar.